# Утянська сільська рада (Хабарський район)
Утя́нська сільська рада (рос. Утянский сельский совет) — сільське поселення у складі Хабарського району Алтайського краю Росії.
Адміністративний центр — село Утянка.

## Населення
Населення — 1104 особи (2019; 1194 в 2010, 1289 у 2002).

## Склад
До складу сільської ради входять:
| Населений пункт    | Населення, осіб (2002) | Населення, осіб (2010) |
| ------------------ | ---------------------- | ---------------------- |
| Алексієвка, селище | 159                    | 171                    |
| Утянка, село       | 1130                   | 1023                   |